# Liste des lieux historiques nationaux du Canada à Toronto
Voici la liste des lieux historiques nationaux du Canada (anglais : National Historic Sites of Canada) situé à Toronto. En mars 2011, on compte 36 lieux historiques nationaux à Toronto.
Les autres lieux historiques nationaux sont classés dans la liste des lieux historiques nationaux du Canada en Ontario.
Les noms des sites correspondent à ceux donnés par la commission des lieux et monuments historiques du Canada, qui peuvent être différents de ceux donnés par le milieu local.

## Lieux historiques nationaux
| Lieu                                                                   | Désignation | Municipalité                         | Description | Photo                             |
| ---------------------------------------------------------------------- | ----------- | ------------------------------------ | --- | --------------------------------- |
| Aérogare de l'île de Toronto                                           | 1989        | Toronto 43° 37′ 55″ N, 79° 23′ 45″ O | Une des premières aérogares pour voyageurs de l'aviation civile (1938-1939) | Aérogare de l'île de Toronto      |
| Ancien bureau de poste de Toronto / ancienne Banque du Canada          | 1958        | Toronto 43° 39′ 00″ N, 79° 22′ 35″ O | Remarquable bureau de poste de style néo-grec (1851-1853) | Bureau de poste de la rue Toronto |
| Ancien hôtel de ville de Toronto et palais de justice du comté de York | 1984        | Toronto 43° 39′ 09″ N, 79° 22′ 54″ O | Hôtel de ville monumental en grès de style néo-roman à la manière de Richardson (1889-1899) | Ancien hôtel de ville de Toronto  |
| Annesley Hall                                                          | 1990        | Toronto 43° 40′ 04″ N, 79° 23′ 35″ O | Résidence universitaire pour jeunes femmes de style Queen Anne, 1902-1903 | Annesley Hall                     |
| Banque du Haut-Canada (en)                                             | 1977        | Toronto 43° 39′ 07″ N, 79° 22′ 15″ O | Édifice ayant abrité une importante banque du XIXe siècle | Banque du Haut-Canada             |
| Bureaux de la compagnie Metallic Roofing                               | 1984        | Toronto 43° 38′ 21″ N, 79° 25′ 38″ O | Édifice de style Beaux-Arts; rares édifices canadiens constituant en soi, à l'intérieur comme à l'extérieur, un véritable catalogue en trois dimensions d'articles en tôle architecturale; 1896               |                                   |
| Caserne de pompiers Balmoral                                           | 1990        | Toronto 43° 41′ 09″ N, 79° 23′ 38″ O | Rare spécimen d'une caserne de pompiers de style Queen Anne (1911) | Caserne de pompiers Balmoral      |
| Chapelle de St. James-the-Less                                         | 1990        | Toronto 43° 40′ 10″ N, 79° 22′ 08″ O | Intéressant exemple du style néo-gothique, 1860-1861 | Chapelle de St. James-the-Less    |
| Cimetière Mount Pleasant                                               | 2000        | Toronto 43° 41′ 47″ N, 79° 23′ 06″ O | Exemple remarquable d'aménagement pittoresque | Crypte de la famille Eaton        |
| Colline Bead                                                           | 1991        | Toronto 43° 48′ 15″ N, 79° 08′ 24″ O | Le seul site Sénéca connu encore existant et intact du XVIIe siècle au Canada |                                   |
| Distillerie Gooderham and Worts                                        | 1988        | Toronto 43° 39′ 03″ N, 79° 21′ 35″ O | Complexe industriel exceptionnel du milieu du XIXe siècle | Distillerie Gooderham and Worts   |
| Édifice Birkbeck                                                       | 1986        | Toronto 43° 39′ 03″ N, 79° 22′ 40″ O | Établissement financier dans le style baroque d'Édouard VII (1908) | Édifice Birkbeck                  |
| Édifices Gouinlock                                                     | 1988        | Toronto 43° 37′ 58″ N, 79° 24′ 58″ O | Le plus grand ensemble encore existant de bâtiments d'exposition datant du début du XXe siècle | Pavillon de la Presse             |
| Église anglicane St. Anne                                              | 1996        | Toronto 43° 39′ 02″ N, 79° 25′ 50″ O | Renferme de tableaux exécutés en 1923 par dix grands artistes, dont trois membres du Groupe des Sept, construite en 1907-1908                                                                                 | Église anglicane St. Anne         |
| Fort York                                                              | 1923        | Toronto 43° 38′ 21″ N, 79° 24′ 12″ O | Ensemble de bâtiments militaires parmi les plus anciens à Toronto, 1813-1815; guerre de 1812 | Fort York                         |
| Gare Union (Canadien Pacifique et Grand Tronc)                         | 1975        | Toronto 43° 38′ 43″ N, 79° 22′ 50″ O | Gare monumentale de style Beaux-Arts (1915-1920) | Union Station, Toronto-2.jpg      |
| Heliconian Hall                                                        | 2008        | Toronto 43° 40′ 19″ N, 79° 23′ 36″ O | Style néogothique à la manière Carpenter; cercle fondé en 1909 qui est le seul au Canada à avoir été créé pour réunir des artistes professionnelles de disciplines multiples                                  | Heliconian Hall                   |
| Magasin Eaton - auditorium du septième étage et salle ronde            | 1983        | Toronto 43° 39′ 39″ N, 79° 23′ 00″ O | L'auditorium, la Salle ronde et la salle d’attente associée d'Eaton sont des exemples remarquables et exceptionnels du dessin intérieur Art déco.                                                             | Le Carlu                          |
| Maison George-Brown                                                    | 1976        | Toronto 43° 39′ 21″ N, 79° 23′ 42″ O | Maison de George Brown, père de la confédération, défenseur du mouvement abolitionniste et fondateur du journal The Globe.                                                                                    | Maison George-Brown               |
| Maple Leaf Gardens                                                     | 2007        | Toronto 43° 39′ 44″ N, 79° 22′ 49″ O | Un des « lieux sacrés » les plus célèbres de l'histoire du hockey et stade officiel des Toronto Maple Leafs pendant soixante-huit ans                                                                         | Maple Leaf Gardens                |
| Marché Kensington                                                      | 2006        | Toronto 43° 39′ 17″ N, 79° 24′ 02″ O | Microcosme de la mosaïque ethnique du Canada | Marché Kensington                 |
| Massey Hall                                                            | 1981        | Toronto 43° 39′ 15″ N, 79° 22′ 45″ O | Don à la ville de Toronto du philanthrope Hart Massey (en), elle a été durant la majeure partie du XXe siècle la principale salle de concert de Toronto. Elle est reconnue pour la chaleur de son acoustique. | Massey Hall                       |
| Osgoode Hall                                                           | 1979        | Toronto 43° 39′ 08″ N, 79° 23′ 08″ O | Édifice de style palladien représentatif du système de judiciaire en Ontario. Il a joué un rôle pour protéger de l'extradition des réfugiés du chemin de fer clandestin.                                      | Osgoode Hall                      |
| Quatrième bureau de poste de York (en)                                 | 1981        | Toronto 43° 39′ 07″ N, 79° 22′ 14″ O | Un des rares exemples des premiers bureau de poste canadiens | Quatrième bureau de poste de York |
| Rotonde de la rue John (Canadien Pacifique)                            | 1990        | Toronto 43° 38′ 27″ N, 79° 23′ 09″ O | Vaste rotonde construite en 1929; pour les trains desservant la gare Union | Rotonde de la rue John            |
| Royal Conservatory of Music                                            | 1995        | Toronto 43° 40′ 05″ N, 79° 23′ 47″ O | Profonde influence sur l'enseignement de la musique au Canada | Royal Conservatory of Music       |
| St. George's Hall (Arts and Letters Club)                              | 2007        | Toronto 43° 39′ 28″ N, 79° 22′ 58″ O | Un haut lieu de l'activité artistique et un catalyseur de la formation de communautés artistiques | St. George's Hall                 |
| St. Lawrence Hall                                                      | 1967        | Toronto 43° 39′ 01″ N, 79° 22′ 20″ O | Centre socio-culturel néorenaissance du milieu du XIXe siècle; réunions du mouvement abolitionniste qui se sont à cet endroit                                                                                 | St. Lawrence Hall                 |
| Studio Building                                                        | 2005        | Toronto 43° 40′ 24″ N, 79° 23′ 10″ O | Plus ancien des studios expressément construits comme tels au Canada, il représente la vision d'une jeune génération d'artistes canadiens (1914)                                                              | Studio Building                   |
| Taverne de Montgomery (en)                                             | 1925        | Toronto 43° 42′ 34″ N, 79° 23′ 56″ O | État le quartier général de William Lyon Mackenzie, chef de la Rébellion du Haut-Canada et a été témoins de l'escarmouche qui a écrasé cette dernière. Le site est maintenant occupé par un bureau de poste.  |                                   |
| The Grange                                                             | 1970        | Toronto 43° 39′ 11″ N, 79° 23′ 33″ O | Un des rares manoirs ayant appartenu à un riche citoyen de York (ancien nom de Toronto). Appartient depuis 1922 au musée des beaux-arts de l'Ontario.                                                         | The Grange                        |
| Théâtre Eglinton                                                       | 1993        | Toronto 43° 42′ 16″ N, 79° 24′ 39″ O | Ce cinéma construit en 1935 est l'un des plus beaux exemples du style Art déco dans l'architecture cinématographique canadienne                                                                               | Théâtre Eglinton                  |
| Théâtre Royal Alexandra                                                | 1986        | Toronto 43° 38′ 51″ N, 79° 23′ 15″ O | Théâtre de style Beaux-Arts conçu spécifiquement pour des représentations théâtrales en public. | Théâtre Royal Alexandra           |
| Théâtres Elgin et Winter Garden (en)                                   | 1982        | Toronto 43° 39′ 11″ N, 79° 22′ 45″ O | Cinémas superposés conçu par l'architecte Thomas W. Lamb | Théâtres Elgin et Winter Garden   |
| University College                                                     | 1968        | Toronto 43° 39′ 44″ N, 79° 23′ 45″ O | Un des plus anciens édifices universitaires au Canada | Uoft universitycollege.jpg        |
| Women's College Hospital                                               | 1995        | Toronto 43° 39′ 42″ N, 79° 23′ 15″ O | Hôpital fondé dans le but de donner au femme l'accès à l'éducation médicale et centré sur les problèmes de la santé des femmes. Il s'agit aussi d'un centre de recherche important.                           | Women's College Hospital          |